# Кызыл кайын (кюй)
Кызы́л кайы́н (каз. Қызыл қайың — Красная берёза) — кюй (инструментальная пьеса) казахского народного композитора Курмангазы. «Этот кюй о родной степи, о славных джигитах моего народа, раскрывших мне свои объятия и спасших меня от чёрной смерти», — говорил сам Курмангазы о данном произведении. Название «Красная берёза» дано в честь берёзы киргизской — эндемичного вида, растущего между Аральским и Каспийским морями. Исполняется в медленном темпе.
В 1953 году впервые был представлен женский танец «Балдыз», сопровождаемый мелодией кюя «Кызыл кайын». Первая постановка осуществлена учащимися Алма-Атинского хореографического училища под руководством балетмейстера Д. Т. Абирова. Содержание танца отражает народный свадебный обряд: прощание невесты с родными, подругами, с беспечной девичьей жизнью. Танцевальный номер «Балдыз» в настоящее время входит в репертуар многих фольклорных ансамблей Казахстана.